# Knut Esbjörnson
Knut Esbjörnson  född Knut Wilhelm Esbjörnson 16 maj 1891 i Stockholm, död 28 december 1966 i Stockholm, svensk dirigent och sångtextförfattare. Han var som sångtextförfattare verksam under pseudonymen Julius